# Pherosphaera
Pherosphaera é um género de plantas gimnospérmicas pertencentes à família das Podocarpaceae, endémico do sueste da Austrália, que agrupa duas espécies de arbustos perenifólios e dioicos (com flores masculinas e femininas em plantas separadas).

## Espécies
Na sua presente circunscrição taxonómica, o género Pherosphaera inclui apenas duas espécies:
- Pherosphaera fitzgeraldii (F.Muell.) F.Muell. ex Hook.f.
- Pherosphaera hookeriana W.Archer bis